# Лекарство (фильм, 1995)
«Лекарство» (англ. The Cure) — кинофильм 1995 года, драма режиссёра Питера Хортона.

## Сюжет
У 11 летнего мальчика Декстера после переливания крови обнаружен СПИД. Сверстники в школе жестоко издеваются над ним — ребята уверены, что раз у него СПИД, значит он «гомик». Теперь ему приходится целыми днями сидеть дома. Декстер подружился с соседом по имени Эрик, хотя тот старше его на 2 года — они общаются друг с другом через забор, когда каждый из них играет на заднем дворе своего дома. Мать Эрика Гейл эгоистичная и самовлюблённая женщина, которая уделяет мало внимания сыну и не одобряет его дружбы. Эрик тянется к соседке — матери Декстера Линде, доброму и отзывчивому человеку и с ней обретает свою вторую семью.

Решив помочь, Эрик пытается самостоятельно найти лекарство для друга. Сначала он «лечит» Декстера шоколадками, а затем, насмотревшись «Знахаря» с Шоном Коннери, они варят отвары из всех растений подряд, включая ядовитые.

Как-то раз друзья прочитали в журнале о том, что в Новом Орлеане есть доктор, который лечит СПИД. Тогда они решили бросить всё, найти лодку и добраться по Миссисипи до спасения.

## В ролях
- Брэд Ренфро — Эрик
- Джозеф Маццелло — Декстер
- Дайана Скаруид — Гейл
- Аннабелла Шиорра — Линда

## Премии и номинации
- 1996 — номинация на премию «Эмми»
  - лучшая инструментальная композиция написанная для фильма (Дейв Гразин)
- 1995 — премия YoungStar
  - лучший юный актёр в фильме драме (Брэд Ренфро)